# Такаяма (Наґано)

36°40′47″ пн. ш. 138°21′47″ сх. д. / 36.67972° пн. ш. 138.36306° сх. д.
Такая́ма (яп. 高山村, たかやまむら, МФА: [takajama muɾa]) — село в Японії, в повіті Камі-Такай префектури Наґано. Станом на 1 квітня 2009 площа села становила 98,50 км². Станом на 1 липня 2011 населення села становило 7462 осіб.